# Чжу Тін
Чжу Тін (кит.: 朱婷, нар. 29 листопада 1994) — китайська волейболістка, олімпійська чемпіонка 2016 року.

## Клуби
| Роки      | Клуби                              |
| --------- | ---------------------------------- |
| 2009—2013 | «Хенан» (Лохе)                     |
| 2013—2014 | «Guangdong Evergrande» (Шеньчжень) |
| 2014—2016 | «Хенан» (Лохе)                     |
| 2016—2019 | «Вакіфбанк» (Стамбул)              |
| 2019—2021 | «Тяньцзінь Бохай Банк»             |
| 2022—2024 | «Савіно Дель Бене» (Скандіччі)     |
| 2024—     | «Імоко» (Конельяно)                |

## Досягнення
Олімпійські ігри
- Перше місце (1): 2016

Чемпіонат світу 
- Друге місце (1): 2014
- Третє місце (1): 2018

Кубок світу
- Перше місце (2): 2015, 2019

Ліга чемпіонів ЄКВ
- Перше місце (1): 2025

Чемпіонат Італії
- Перше місце (1): 2025

Кубок Італії
- Перше місце (1): 2025

## Статистика
В єврокубках:
| Сезон   | Клуб                           | Турнір         | Ігри | Сети | Очки | Ср.  | Примітки |
| ------- | ------------------------------ | -------------- | ---- | ---- | ---- | ---- | -------- |
| 2016/17 | «Вакіфбанк» (Стамбул)          | Ліга чемпіонів | 10   | 37   | 193  | 5,22 |          |
| 2017/18 | «Вакіфбанк» (Стамбул)          | Ліга чемпіонів | 12   | 42   | 229  | 5,45 |          |
| 2018/19 | «Вакіфбанк» (Стамбул)          | Ліга чемпіонів | 9    | 31   | 149  | 4,81 |          |
| 2022/23 | «Савіно Дель Бене» (Скандіччі) | Кубок ЄКВ      | 10   | 34   | 184  | 5,41 |          |
| 2023/24 | «Савіно Дель Бене» (Скандіччі) | Ліга чемпіонів | 7    | 26   | 82   | 3,15 |          |
| 2024/25 | «Імоко» (Конельяно)            | Ліга чемпіонів | 9    | 29   | 121  | 4,17 |          |

Виступи на Олімпіадах: 
| Олімпіада           | Дисципліна | Місце |
| ------------------- | ---------- | ----- |
| Ріо-де-Жанейро 2016 | волейбол   | 1     |
| Токіо 2020          | волейбол   |       |
| Париж 2024          | волейбол   |       |